# 邦子の Catch on 東京
『邦子の Catch on 東京』（くにこのキャッチオンとうきょう）は、2002年4月から2006年3月25日まで東京MXテレビで放送されていたテレビ番組。全204回。

## 概要
それまで土日の『TOKYO MX NEWS』内で放送されていた『ウィークエンドフラッシュ・東京インフォメーション』をリニューアルする形で開始された東京都の広報番組である。番組は平日に5分間放送される『東京インフォメーション』のダイジェストを放送していたほか、「邦コレ」などの独自のコーナーを設けていた。

## 出演者

### 司会
- 山田邦子
- 高橋祐介

### 邦コレリポーター
- 鈴木文子

## 放送時間
- 土曜日 8:00 - 8:20
- 土曜日 17:30 - 17:50 （再放送）

## 備考
出演者の高橋祐介は、2004年頃からこの番組の再放送と時間が重複するテレビ朝日『スーパーJチャンネル』の天気予報コーナーを担当することになった。そのため、土曜日の17:47ころの1分間だけ東京MXテレビとテレビ朝日両方で高橋の姿が見られるという事態が発生した。